# Висенте, Эмили
Эмили Висенте Вивес (исп. Emili Vicente Vives; 2 января 1965 — 25 мая 2017) — испанский футболист и футбольный тренер, выступавший на позиции полузащитника.

## Биография
Как игрок известен по выступлениям за команду «Льейда» и разных клубов Каталонии. В 2003 году завершил карьеру в составе клуба «Балагер», но продолжил в нём работать уже как тренер. В 2008 году стал наставником «Лериды», с июля 2011 по июнь 2012 года тренировал «Льейда Эспортиу».
После некоторого периода безработицы подписал контракт с «Реус Депортиу», заняв место ушедшего Санти Кастильехо. В конце сезона 2013/2014 Висенте решил не продлевать контракт с командой, которая заняла 12-е место по итогам сезона. С октября 2016 по май 2017 года он тренировал клуб «Андорра».
25 мая 2017 года во время катания на велосипеде на трассе Колл-де-ла-Галлина (исп. Coll de la Gallina), уклон которой достигает 18%, Эмили Висенте упал с велосипеда и получил черепно-мозговую травму, не совместимую с жизнью. Прибывшие на место врачи не смогли спасти жизнь тренера. Он оставил двоих сыновей, Хоана и Тони, которые также занимаются футболом и играют за команды «Льейда Эспортиу» и «Жувенил» соответственно.